# Tikrit
Tikrit je grad u Iraku koji se nalazi 140 km sjeverno od Bagdada, na rijeci Tigris. Po popisu iz 2002. ima oko 28.900 stanovnika, te je administrativni centar provincije Salah ad Din.

## Povijest
Grad je prvi put spomenut u Kronici pada Asirije, kao utočište za babilonskog kralja Nabopolasara tijekom njegovog napada na grad Ašur 614. pr. Kr.
Više od tisuću godina Tikrit je posjedovao tvrđavu i veliki kršćanski samostan. Ponovno je obnovljen kao centar za proizvodnju tekstila.
Oko 1137. legendarni kurdski i muslimanski vođa Saladin rođen je ovdje, a među mnogim njegovim uspjesima bila je obrana Egipta od križara te ponovno osvajanje Jeruzalema 1187. Današnja provincija čiji je Tikrit administrativni centar nosi ime po njemu.
Grad, kao i većina iračkog teritorija, razrušen je u 14. stoljeću za vrijeme napada Mongola pod Tamerlanom.
Rujna 1917., britanske su snage preotele grad od Osmanskog Carstva tijekom Prvog svjetskog rata.
Grad je danas možda najpoznatiji kao rodno mjesto bivšeg iračkog vođe Sadama Huseina, koji je često sebe znao usporediti sa Saladinom. Mnogi viši članovi iračke vlade tijekom njegove vladavine birani su iz Sadamovog rodnog plemena Al bu Nasira, kao i članovi Iračke republikanske garde, prvenstveno jer je Sadam mislio da se najviše može osloniti na rođake i saveznike iz svoje obitelji. Dominacija Tikrita u iračkoj vladi bila je i izvor neugodnosti za Sadama, te je 1977. tražio da se prestane rabiti prezimena u Iraku kako bi se sakrila činjenica da su mnogi od njegovih ključnih pristalica nositelji istog prezimena kao i Sadam.
U uvodnim tjednima iračkog rata 2003., mnogi su promatrači spekulirali da će se Sadam vratiti u Tikrit - svoje "posljednje uporište". Grad je bio meta jakog zračnog bombardiranja i 13. travnja 2003., kad je nekoliko tisuća američkih marinaca s oko 300 lako oklopljenih vozila ušlo u grad, nailazeći na mali ili nikakav otpor. S padom Tikrita, jedan je američki general rekao:
»Očekujem da su veće borbene operacije gotove«.
Tijekom okupacije, Tikrit je postao uporište brojnih pobunjeničkih napada protiv okupacijskih snaga. Često se označava kao sjeverna stranica poznatog "Sunitskog trokuta" u kojemu je pobuna bila najintenzivnija.
Nakon pada Bagdada, Sadam Husein skrivao se u i oko Tikrita kod rođaka i saveznika u razdoblju od 6 mjeseci. Tijekom završnog razdoblja svog skrivanja, živio je izvan mjesta Ad-Davr, 15 km južno od Tikrita. Koalicijske snage su ga uhvatile 13. prosinca 2003.
22. studenog američka Treća pješadijska divizija predaje kontrolu nad Sadamovom glavnom palačom u Tikritu guverneru provincije Salah ad Din.